# Recordatori

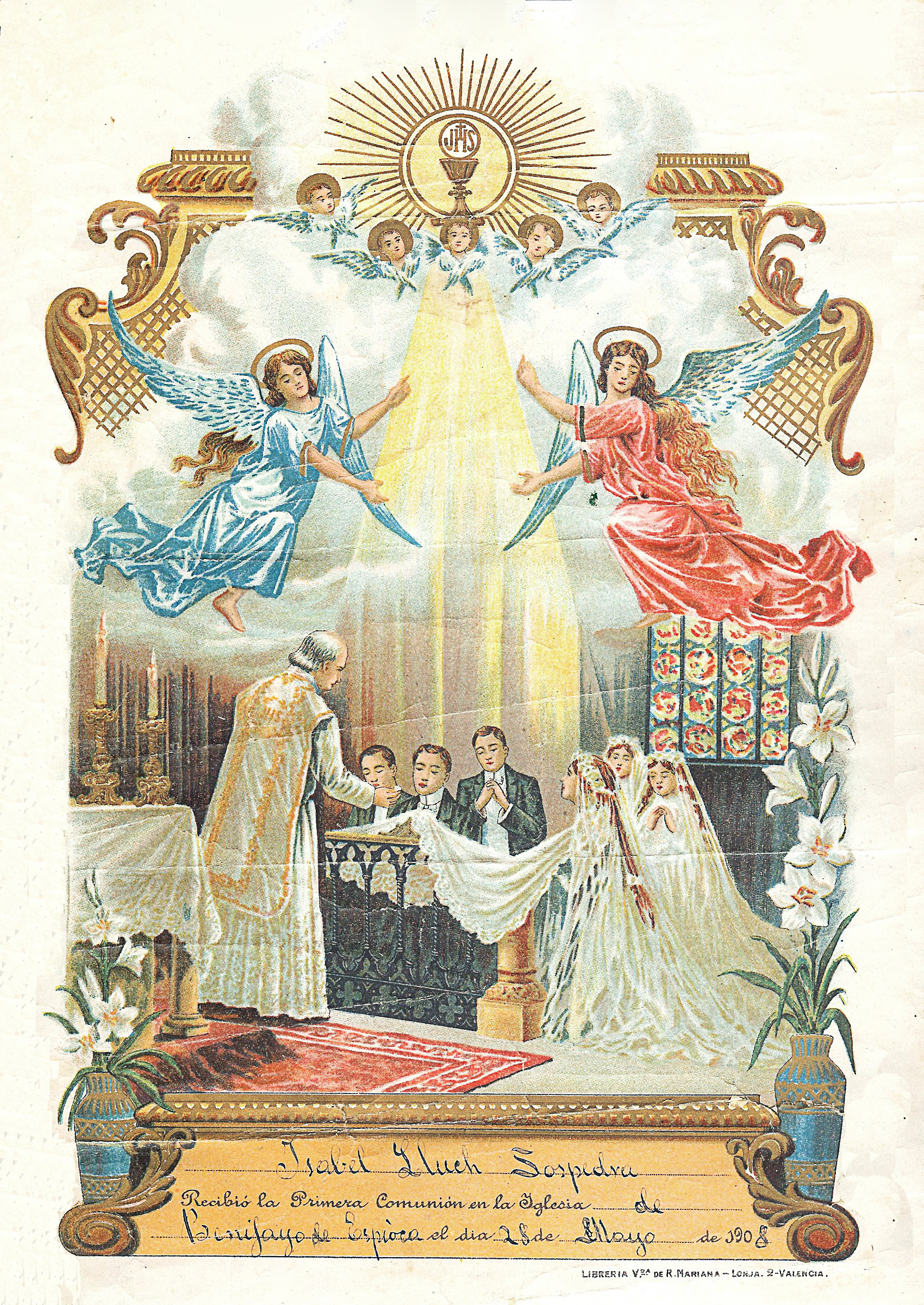
Recordatori de primera comunió, Benifaió (1908).

Un recordatori o carta commemorativa és una estampa o imprès que s'edita en cartolina i es lliura com a present als assistents de certs esdeveniments socials, com a recordança d'un fet, per una efemèride, pel bateig, la primera comunió o pel funeral.
Als Països Catalans comunament s'aplica als recordatoris funeraris: fullets on es fa constar el nom del difunt i les circumstàncies del seu decés, alhora que sol anar acompanyat per un poema o una pregària, i sovint d'un dibuix o la reproducció d'una obra d'art al·lusiva al seu trànsit. Es distribueixen als assistents com a agraïment del sosteniment ofert a la família, si bé aquest costum es va perdent en les actuals generacions.
Els recordatoris també són especialment característics de la primera comunió. S'hi recull el nom de l'infant, la data i hora de la celebració i el lloc on va tenir lloc. Es decoren amb l'estampa d'un angelet o una imatge semblant així com altres motius ornamentals. Es reparteixen als assistents que els guarden com a record de la jornada.
Els recordatoris també són típics d'un bateig. En aquest cas, hi figura el nom del batejat així com la data de la celebració. Com en el cas anterior, solen estar decorats amb una imatge al centre si bé, de vegades, també s'imprimeix la foto de l'infant, i es decoren amb una orla o un altre motiu.